# Kakeromajima
Kakeromajima  (en japonés: 加計呂麻島) es una isla en el suroeste del país asiático de Japón, al norte de Okinawa, que posee una superficie de 77,39 km². Es parte de las islas Amami, en las islas Ryūkyū, y administrativamente está incluido en la prefectura de Kagoshima y el distrito de Oshima. La isla es el lugar donde se localiza la ciudad de Setouchi.
Allí se habla amami del Sur uno de los idiomas de las islas Ryukyu.